# ایمان دارم (فیلم)
ایمان دارم (انگلیسی: Immaan Dharam) یک فیلم به کارگردانی دش موکرجی است که در سال ۱۹۷۷ منتشر شد.

## بازیگران
- آمیتاب باچان
- شاشی کاپور
- سانجیو کومار
- رخا
- آپارنا سن
- هلن
- آمریش پاری
- پرم چوپرا
- اوتپال دوت